# Jefferson Farfán
Jefferson Agustín Farfán Guadalupe (Lima, 28. listopada 1984.) umirovljeni je peruanski nogometaš.
Farfán je profesionalnu karijeru započeo 2001. u svom rodnom gradu, u klubu Allianza. Iduće sezone, bio je ključni igrač kluba u osvajanju naslova državnog, prvaka, kao i 2004. Tada ga zamjećuju skauti PSV-a, te prelazi u nizozemski klub za 2 milijuna eura. 
Farfán je također važan član Peruanske nogometne reprezentacije, za koju je zasada skupio već više od 30 nastupa, te je sa sedam postignutih golova bio drugi najbolji strijelac kvalifikacija za svjetsko prvenstvo 2006. Međutim u prosincu 2007., je zbog navodne razuzdane zabave i opijanja pred kvalifikacijsku utakmicu s Ekvadorom (koju je Peru izgubio rezultatom 5-1), zajedno s trojicom suigrača kažnjen s 18 mjesečnom zabranom igranja za reprezentaciju. No nakon žalbe i detaljnije istrage, kazna mu je smanjena na tri mjeseca. 
U lipnju 2008. Farfán je prelazi u Schalke 04 za 10 milijuna eura, te s njemačkim klubom potpisuje četverogodišnji ugovor.
S moskovskim Lokomotivom je Farfán potpisao ugovor do kraja sezone u siječnju 2017. godine.

## Vanjske poveznice
- Farfanova službena stranica